# 2024年に発覚した東京女子医科大学寄付金問題

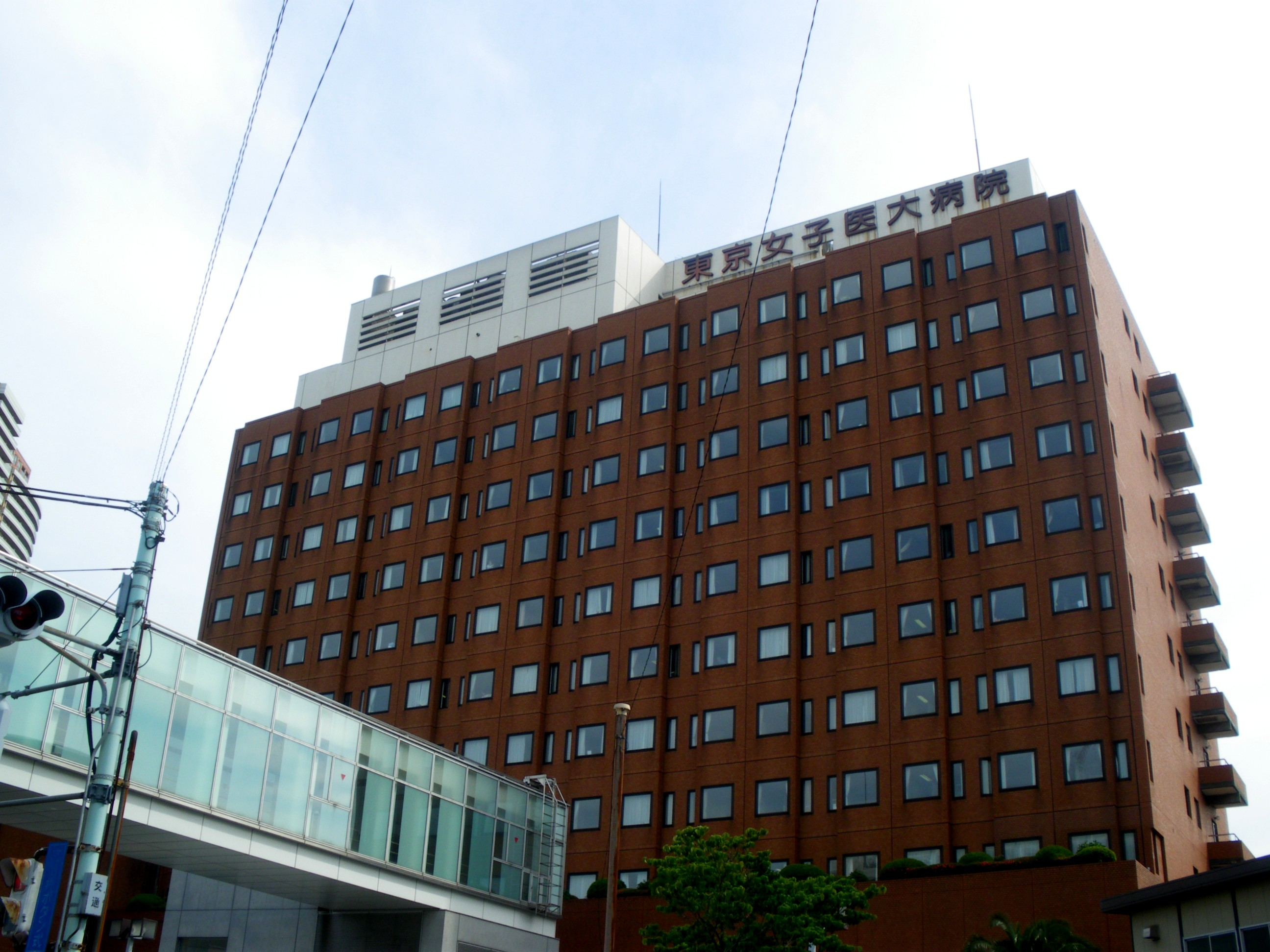
東京女子医科大学病院中央棟

2024年に発覚した東京女子医科大学寄付金問題（2024ねんにはっかくした とうきょうじょしいかだいがく きふきんもんだい）とは、2024年に東京女子医科大学で発覚した、教員の採用、昇進、及び医学部受験生の合格判定に寄付金を判断材料にしていた一連の問題である。

## 概要
東京女子医大によると、同大理事会は2018年5月、卒業生が教授や准教授、講師、准講師の役職への就職や昇格を志願する際、同窓会組織の一般社団法人「至誠会」が個々の卒業生に発行する「活動状況報告書」を評価対象とすることを新たに決定し、医学部学務課名で学内に通知され、留意事項には「寄付などの状況を鑑み、活動が認められない場合は評価に影響します」と記されていた。医学部卒業生が教授や准教授などへの採用・昇格を希望した場合、「至誠会」への寄付金を評価対象とし、寄付額などによりポイントが加算される仕組みであった。「活動状況報告書」の発行を依頼すると、至誠会理事を兼ねる大学理事から電話で「点数が少し足りない。寄付金でまかなう方法もある」などと、金額を提示して寄付を求められ後に寄付し、採用された教員もいた事例も報道された。
また、医学部の子女枠推薦入試でも寄付金額を点数化した「貢献度」を合格判定に用いていた。同大学の子女推薦入試では面接に保護者が同席するシステムであったが、同席した保護者に直接寄付金を打診した事例もあったと報道された。
2024年12月13日、東京女子医科大学は、改善計画を公表。入試との関係が疑われる場面での寄付の受領は「問題」とし、得点操作による順位の入れ替えもあったとした。また、学内人事において、寄付額などのポイントが考慮されていた制度についても「不適切だった」とした。至誠会への寄付額が推薦入試の過程で考慮されていたことについて、2026年度から卒業生の親族を対象にした推薦入試を廃止するほか、過去、受け付けた寄付金を返金するとした。学内人事に関しては、至誠会ポイント制度の廃止に加え、彌生塾講演会等ポイント制度も廃止するとした。東京女子医科大学には「彌生塾で履修および修了認定を受けたものは昇進・昇格の際に考慮される」という規定があった。

## 教員採用・医学部入試

### 教員採用
2018年5月に寄付金制度が開始。2018年6月から2023年11月まで医学部卒業生が教授や准教授などへの採用・昇格を希望した場合、教育や研究、診療などの実績のほかに「社会貢献」が評価基準があり、この「社会貢献」に「至誠会」への寄付額がポイントとして評価されていた。女子医科大学は「寄付を強要していたわけではなく、問題があったとは考えていない」としているが、文部科学省は、運用実態を調べたうえで報告するように求めている。2024年6月、大学は第三者委員会設置を報告。
2024年8月2日に公表された第三者委員会の調査報告書では、寄付額が点数化され、申請者の9割が10万円以上の寄付をしており、寄付と人事評価の関連性は明らかとし、寄付額に左右される人事は「社会の理解が得られがたい」と批判した。
2024年12月13日に公表された改善計画では、寄付額などのポイントが考慮されていた制度について「不適切だった」とした。

### 医学部入試
2018年に東京女子医科大学医学部の子女枠推薦入試として同窓会組織「至誠会」の推薦が必要な「至誠と愛推薦」を開始。「至誠会」は寄付金額を「貢献度」として点数化し、筆記や面接、高校の内申点の合計点に加算されていた。2019年入試では、推薦枠は「約7人」だったが「貢献度」により8位の生徒も推薦された。文部科学省から入試選考に関する照会を受けた際、「至誠会」は大学を通じて「寄付金額の多さで推薦の授与・不授与を判断したという事実は一切ない」と回答していたが文部科学省は詳細な報告を求めている。東京女子医科大学医学部の子女枠の推薦入試は面接に保護者、親族が同席する制度であったが、2018年度入試では「至誠会」の理事が同席した保護者らに直接寄付を打診したケースがあったこと報道されている。文科省は、私大の入学に関して寄付金を収受したり、募集や約束をしたりすることを禁止している。大学と「至誠会」への寄付金は2018年～2022年の5年間で少なくとも約3400万円に上ったとされる。東京女子医科大学は、2024年度入試から、子女枠の推薦入試に「至誠会」が関与しない「卒業生子女推薦」に制度変更すると発表。
2024年8月2日に公表された第三者委員会の調査報告書では、寄付の実績がない受験生が、計700万円を寄付した受験生に順位で抜かれて推薦を受けられなかった事例や、1回目の面接の後、2回目の面接前に至誠会に10万円、法人に300万円を寄付した事例が報告された。第三者委員会は、入試での寄付金の受け取りを禁じた文部科学省通知に反する可能性があるとし、「受験生の親族に心理的・経済的負担を負わせるもので妥当とはいいがたい」と指摘した。
2024年12月13日に公表された改善計画では、入試との関係が疑われる場面での寄付の受領は「問題」で、得点操作による順位の入れ替えもあったとし、2026年度入試から親族を対象にした推薦入試を廃止、過去、受け付けた寄付金を返金するとした。

## 歴史

### 2002年
- 10月- 文部科学省が事務次官通知で全国の私立大学に入学に関する寄付金などの収受を禁じる通達を出す[4][7][23][24]。

### 2018年
- 5月 -  医学部卒業生の教員の採用、昇進の際、「至誠会」が個々の卒業生に発行する「活動状況報告書」を評価対象とする制度を開始[3]。
- 9月 -「至誠会」による推薦が必要な「至誠と愛推薦」開始[10][19][25]。

### 2019年
- 11月 - 推薦入試時の寄付金を文部科学省が把握し、説明を求めるが東京女子医科大学は文章で「そういった事実はない」と全面否定[4]。

### 2023年
- 4月 - 至誠会の臨時社員総会で会長のA（東京女子医科大学理事長）を解任[26]。
- 7月 - 東京女子医科大学理事会は「東京女子医大は至誠会と縁を切る」と表明し、「至誠会」との関係解消を決議[26]。

### 2024年
- 1月 - 「至誠と愛推薦」を廃止し、「至誠会」による推薦を不要とする「卒業生子女推薦」に制度変更すると発表[19]。
- 3月29日 - 「至誠会」から勤務実態がない職員に給与が支払われていたとして、警視庁が東京女子医科大学などに一般社団法人法の特別背任容疑で家宅捜索に入った[27][28][29]。
- 5月 - 文部科学省は教員採用時の寄付金について、大学に対し報告を求め「本来は教員の実績に基づいて評価されるべき。教員の選考は社会に理解を得られる形で適正に行わなければならない」とした[30]。
- 6月 - 読売新聞、朝日新聞、NHK、産経新聞、時事通信社、フジテレビなどの大手マスコミが相次いで東京女子医科大学の教員採用、医学部受験生入試での寄付金問題を取り上げる[1][2][6][7][8][30]。
  - 6月19日 - 教員採用時の寄付金について、大学の公式サイト上で第三者委員会を設置したことを報告、第三者委員会の調査・検証を委ねるとしている[16]。
  - 6月21日 - 「至誠会」が同会の公式サイトで、2018年頃から教員人事評価において「至誠会への寄附金額に応じた至誠会ポイントを付与する」というルールが導入されたことは事実であるとし、2024年6月下旬に発足した新理事会では不適切で容認できないため中止したと発表[31]。
- 7月2日 - 「至誠会」をめぐり人事評価や推薦入試の過程で寄付額が考慮されていたことが明らかになったことなどを受け、東京女子医科大学の教授ら有志の医師6人が、文部科学省を訪れ、大学の理事会に対し、適切な指導を行うよう要望書を提出[32][33][34][35][36]。申し入れでは、これまでの問題を受けて「大学が社会における信頼を著しく損なっている」としたうえで、推薦入試をめぐる寄付金問題などについても大学から説明されていないと報告した[35]。面会後、教授ら6人は報道陣の取材に応じ、B教授は「普通の会社組織ならトップが責任を取ることになる」と指摘し、A理事長の辞任や理事会の刷新を求めた[34]。C教授は、「医療活動が萎縮し、女子医大でしかできない手術などを存分に行えない状況になってきている」と強調、A理事長の辞任や解任を求める2千人以上の署名を集め、理事会に解任を要求したが拒否されたことも明らかにした[36]。この申し入れに対し文科省幹部は「行政の介入には限界があり、大学が設置した第三者委員会の調査結果を待ちたい」とし、直接指導には消極的姿勢だったとされる[34][35]。
- 7月4日 - 毎日新聞により「至誠会」が、卒業生の親族向けの推薦入試で保護者らから寄付金を受け取っていた問題で、この推薦制度の導入を提案したのは至誠会前代表理事のA東京女子医科大学理事長であったと報道された[19]。学内からA理事長に「寄付が入試に絡むと社会的に理解を得られない」といった意見も寄せられたが、A理事長は「社会貢献だから問題ない。至誠会は公益事業をしており、そのために金を取って何が悪いのか」などと主張し、忠告に耳を貸さなかったと報道された[19]。
- 7月19日 - 「至誠会」が関わった推薦入試に関しては、2023年4月に解任した前会長が、至誠会会長と女子医大理事長を兼務していた時代の「至誠と愛」推薦入試を対象としたものであり、新体制になった現理事会は把握していないとのコメントを至誠会公式サイトで発表[26]。
- 8月2日 - 第三者委員会の報告書が公表[17][22]。
- 8月6日 - 盛山正仁文部科学大臣（当時）は閣議のあとの記者会見で、大学側を呼んだことを明らかにし「第三者委員会の指摘を受け止めたうえで、責任の所在を明確化するとともに、速やかに管理運営体制の再構築などの改善計画を策定するよう指導した」と述べた[37][38]。
- 8月7日 - 東京女子医科大学の理事会が開かれ、創業者一族のA理事長を理事長職から理事全員一致で解任した[39][40][41]。A理事長は8月2日に公表された第三者委員会の報告書で「理事長としての適格性に疑問」と批判されており、同日の理事会では辞職を打診されたが、「辞任するつもりはあるがまだだ」などと述べたため、理事らが解任を要求し議決に至った[39][40][41]。大学構内への立ち入りや、学内の端末への接続をそれぞれ禁じる決議案も了承された[38]。A理事長を除く理事10人全員も引責辞任を表明しており、今後役員は総入れ替えとなる見通し[40]。
- 8月16日 - 臨時評議員会が開かれ、A理事長を理事と評議員からも解任した[42]。
- 9月6日 - 第三者委員会が公表した調査報告書で、「他の理事より一段重い経営責任が認められる」と指摘されていたD学長が辞任[43]。
- 10月11日 - 大学理事を兼務していた東京女子医科大学E病院長、附属足立医療センターF病院長、附属八千代医療センターG病院長が辞表を提出し、理事会に承認された[44]。
- 10月18日 - 理事9人と監事2人の全員が引責辞任、国際医療福祉大学のH教授を新学長に選出した[45]。
- 10月24日 - 国際医療福祉大学のH教授が新学長に就任したと発表された[46]。新学長は記者会見で「過去に起こしたことの責任を、これからの経営陣も背負って真摯に対応したい」と述べ、文部科学省に近く、改善報告書を提出する方針とした[46]。日本私立学校振興・共済事業団は、東京女子医科大学に対する2024年度の補助金交付を保留とした[47]。2023年度の東京女子医科大学への補助金は約20億円であった[47]。
- 11月11日 - 大学理事を兼任していた東京女子医科大学E病院長が、理事辞任に続いて病院長を辞任[44][45][48]。
- 12月6日 - 臨時理事会で、新理事長、本院病院長、附属八千代医療センター病院長をそれぞれ選任した[49]。新理事長には元財務官僚のI氏が選任された[49]。
- 12月12日 - 厚生労働省に改善計画書を提出[13][15]。
- 12月13日 - I新理事長が記者会見を開き、改善計画を公表した[14][50]。入試との関係が疑われる場面での寄付の受領は「問題」とし、得点操作による順位の入れ替えもあったとした。その上で、至誠会推薦の受験生側から受け取った寄付の返金や、同推薦入試廃止などの方針を明らかにした[14]。また、学内人事において、寄付額などのポイントが考慮されていた制度についても「不適切だった」とした[14]。一連の問題に関しては「（問題を受けて解任された）A元理事長の専横を阻止できなかった」などとし、理事や評議員らに多様な人材を選び、A元理事長の法人運営への関与を「将来にわたって禁止」するなどとした[14]。　改善計画について、女子医大から報告を受けた文部科学省の担当者は「書いてある内容は着実に実行してもらいたい。その進捗を注視、確認していく」と話した[14]。

### 2025年
- 1月13日 - 新校舎棟建設を巡り大学側に約1億1700万円を不正に流出させたとして、創業者一族のA元理事長が背任容疑で警視庁に逮捕された[51][52][53][54]。女子医科大学では、職員への不正給与疑惑や卒業生の子女枠推薦入試に伴う寄付金受領など、複数の問題が指摘されており、元トップの逮捕にまで発展した[53]。
- 1月30日 - 日本私立学校振興・共済事業団は、東京女子医科大学のガバナンス上の問題と法人の管理運営の不十分さを理由に、2024年度の交付金を全額不交付と決定した[55][56]。なお、同大学は2023年度に約20億円の交付を受けていた[55][56]。
- 2月3日 - 大学附属病院「東医療センター」の移転に伴う新病棟建設工事でもアドバイザー報酬名目で計約1億7000万円を不正に支出したとして、A元理事長が背任容疑で再逮捕された[57][58]。
- 2月21日 - A元理事長が背任罪で東京地検に起訴された。資金の流出先とみられる1級建築士と、元理事長への資金の還流に関わったとみられる大学の元職員も在宅起訴された[59][60]。
- 6月25日 -大学が適切に運営されているが審査・評価・認定する認証評価機関「大学基準協会」は、「適合」としていた最新の大学評価判定（2021年度）を取り消し、「不適合」に変更したと発表した[61][62]。変更は5月29日付[61][62]。不適合になると、国の一部の補助金が申請できなくなる[61][62]。女子医大の第三者委員会が2024年8月に公表した調査報告書で、大学運営に関する問題点などを指摘したことから、同協会は再調査を実施[61][62]。「適切な管理運営が行われているとは判断できない」などとして、判定変更を決めた[61][62]。全ての大学は7年以内に1回、認証評価機関による評価を受けることが法律で義務づけられている[61][62]。